# Síndrome WAGR
El Síndrome WAGR, también llamado Síndrome del tumor Wilms-aniridia o es una enfermedad rara genética cuyos afectados están predispuestos a desarrollar el llamado tumor de Wilms (un tumor que afecta a los riñones), junto con Aniridia (ausencia del iris del ojo), trastornos Genitourinarios, y Retraso mental.  La G es interpretada a veces como "gonadoblastoma", ya que los trastornos genitourinarios más frecuentes son tumores que afectan a las gónadas (testículos u ovarios).
Un conjunto de afectados por el WAGR muestran una grave obesidad infantil; en este caso, en nombre de la enfermedad se amplía a WAGRO (O de obesidad).
La enfermedad está causada por la deleción de la banda p13  del cromosoma 11, que produce la pérdida de algunos genes. El WAGR es uno de los ejemplos más estudiados de enfermedad causada por la pérdida de genes contiguos.

## Características médicas y diagnóstico
Los niños recién nacidos que padecen WAGR son prontamente identificados, debido a la ausencia de iris en sus ojos (aniridia). Las sospechas de que el niño padece WAGR se incrementan con la presencia de anomalías en los genitales, aunque éstas no están siempre presentes, particularmente en las chicas. 
En niños de más edad, el diagnóstico del síndrome puede realizarse cuando se presenta aniridia junto con uno de los otros efectos. Cabe decir que, aunque es raro que la aniridia no sea acompañada por el WAGR, se han reportado casos en los que se ha producido así. Por tanto, es necesario un análisis cromosómico para confirmarlo. Otros defectos comunes incluyen cataratas y ptosis. Alrededor de la mitad de los afectados por WRAG desarrollan el tumor de Wilm.

## Causas
El WAGR es un síndrome causado por una mutación (deleción) en el cromosoma 11, en la región 11p13. Más concretamente, ocurre que algunos genes de esta área son eliminados, incluyendo el gen PAX6, que participa en el desarrollo ocular y el WT1, causante del tumor de Wilms. Irregularidades en el WT1 también pueden causar trastornos genitourinarios. Recientemente se ha descubierto que mutaciones en el gen PAX6 causan también problemas en el cerebro y el páncreas.
El gen del factor neurotrófico derivado del cerebro (BDNF), localizado en la región 11p14.1, ha sido propuesto como el causante de la obesidad e hiperfagia, en el subconjunto de afectados por el WAGRO. Esto refuerza el caso del papel del BDNF en el equilibrio energético.

## Bienestar social y educación
Las personas con enfermedades raras o poco frecuentes en general, y en concreto las personas con Síndrome de WAGR, suelen tener pocos apoyos sociales. Una manera de revertir esta situación es que se visualice las situaciones de estas personas con la comunidad de personas que viven esta situación.
Compartir es conocer, por lo que sería de gran utilidad, que se creara un espacio social en el cual se pudiera recopilar las experiencias sociales y educativas de personas con este tipo de enfermedades con tan baja prevalencia, para así poseer cierta información de las múltiples personas que componen este colectivo

## Historia
El síndrome WAGR fue descrito por primeta vez por Miller et al.